# Брильов Сергій Борисович
Брильов Сергій Борисович (нар. 24 липня 1972, Гавана, Куба) — російський пропагандист, журналіст і телеведучий, громадський діяч. Заступник генерального директора телеканалу «Росія» за спеціальним інформаційним проектів, керівник і ведучий програми «Вєсті в суботу», кандидат історичних наук.
Президент асоціації «Глобальна енергія» (з 3 лютого 2020 року), член Президії Ради з зовнішньої та оборонної політики, співзасновник і президент «Інституту Берінга-Беллінсгаузена» (Монтевідео, Уругвай), член Академії Російського телебачення (з 2006 року), колишній член Громадської ради при Міністерстві оборони Росії.
З 31 березня 2022 через «поширення пропаганди» під час російсько-української війни — під санкціями Великої Британії

## Біографія
Народився 24 липня 1972 року в Гавані (Куба) в сім'ї співробітників торгпредства. Дитинство і юність провів між Москвою, Еквадором і Уругваєм (де працювали батьки). У школі і студентом грав в аматорському театрі (в московській школі № 109, відомої як «школа Євгена Ямбурга»). Був членом комсомольської організації.
Вперше з'явився на телеекранах в 1988 році, у популярній програмі «12 поверх» як один з її героїв. Один з її співведучих Владислав Флярковський, помітивши «підвішений язик» молодого Брильова, запропонував йому вступати на журналіста замість юриста, як той планував. Вже через 7 років Брильов став працювати в програмі «Вєсті», де Флярковский був одним з основних її провідних.
Освіта: Московський державний інститут міжнародних відносин (1989—1995 рр., міжнародна журналістика). Навчався на одному курсі з відомими журналістами Станіславом Кучером та Олексієм Кондулуковим, але закінчив МДІМВ на рік пізніше від них через академічну відпустку, під час якої в 1990—1991 роках навчався в Інституті іноземних мов Монтевідео (Уругвай). У наступні роки навчався на курсах Бі-Бі-Сі (Велика Британія) та Агентства міжнародного розвитку (США). Намагався вчитися на факультеті менеджменту Вестмінстерського університету (Лондон), але покинув навчальний заклад у зв'язку з завантаженістю на роботі.
Вільно володіє англійською та іспанською мовами.
З 2001 року є громадянином Великої Британії, про що публічно стало відомо в 2018 році[⇨].

## Журналістська діяльність
В 1990—1993 роках працював кореспондентом-стажистом у відділі науки і освіти в газеті «Комсомольская правда».
Під час навчання в Уругваї (1990—1991) став регулярним автором місцевих газет «La Republica» і «EI Observador Economico». В цей же час почав свою телевізійну кар'єру: був співавтором програми «СОДРЕ» на П'ятому каналі (Уругвай), де повідомляв про російських старовірів у департаменті Ріо-Негро.
У 1993—1995 роках — спеціальний кореспондент газети «Московські новини» (міжнародний відділ). Писав, головним чином, про Латинську Америку. Став першим кореспондентом, який зміг прибути на Кубу після заборони розповсюдження видання на території країни (під час кризи з біженцями на плотах). Паралельно був московським кореспондентом уругвайської «EI Observador Economico» і аргентинської «La Razon», а також експертом по Латинській Америці Державної Думи Росії. Працюючи в «Московських новинах», став регулярно створювати телевізійні репортажі для програм «Міжнародна панорама» (спільно з Дмитром Якушкіним) і «Формула 730» (де і отримав пропозицію перейти на роботу на телебачення в програмі «Вести»).
З 1995 року працює на телеканалі «Росія».
У 1995—1996 роках — спеціальний кореспондент «Вістей» (у тому числі під час Першої чеченської війни і подій в Будьоновську). У 1995 році, у перерві між відрядженнями в Чечню, закінчив курси Бі-бі-сі в Лондоні.
У 1996—2001 роках — завідувач бюро в Лондоні. Займаючи цю посаду, до 2000 року періодично публікувався в «Независимой газете». У 2001 році погодився на пропозицію голови ВДТРК Олега Добродеєва стати ведучим програми «Вісті», через місяць після цього повернувся в Москву.
Перший ефір на посаді ведучого припав на 11 вересня 2001 року (день терактів у США). Спочатку дебют Брильова був призначений на 17 вересня 2001 року, але перша поява його як ведучого відбулася на тиждень раніше з причини того, що керівництву каналу для синхронного перекладу і коментаря до картинки прямого ефіру терміново був потрібен журналіст, який розуміє англійську мову.
 
Ведучий вечірніх «Вістей» (2001—2003), «Вістей тижня» (2003—2007), «Вісті в суботу» (з 2008 року). У перервах і паузах ведучий програм «Форт Боярд» (російська сезон 2002 року), «Вісті. Подробиці» (2005—2006), «П'ята студія» (2007—2008), «Пряма лінія з Президентом Російської Федерації В. В. Путіним» (2001—2007), а також «Федерація» (2009—2010, разом з Тетяною Ремезовою), «Лінія Назарбаєва» та проект «І це все?» про Анатолія Чубайса і закінчення діяльності РАО ЄЕС (на каналі «Росія-24»).
Коментував інавгурації Президентів Російської Федерації в 2004, 2008, 2012 і 2018 роках в парі з Катериною Андрєєвою в прямому ефірі «Першого каналу», «Росії», ТВЦ тощо. 9 травня 2005 року також коментував пряму трансляцію з військового параду на Червоній площі, разом з Катериною Андрєєвою, Ігорем Кириловим та Ганною Шатиловою на телеканалах «Першому каналі» і «Росії».
З 7 грудня 2012 року брав участь у щорічних «Розмовах з Дмитром Медведєвим».
З 28 лютого 2015 по 11 вересня 2016 року — автор і ведучий (разом з Тетяною Наумовою) оновленого циклу фільмів «Вісті. Федерація» на телеканалі «Росія-24», що розповідає про економічну ситуацію в суб'єктах Російської Федерації.
Автор сценаріїв і співведучий (з Тетяною Наумовою, Дариною Козловою та Марією Бондаревою) серії передач з рубрики «Без віз» (Монголія, Уругвай, Гренада, Куба, Боснія і Герцеговина).
З 5 по 26 грудня 2015 року заміняв свого колегу, Дмитра Кисельова, як ведучого інтелектуального шоу «Знання — сила», яке виходило на телеканалі «Росія-1» з 19 вересня.

### Зміст і стиль телепрограм
Одне з основних напрямів професійної діяльності — ексклюзивні інтерв'ю з першими особами": президентами, прем'єр-міністрами і міністрами закордонних справ.
На прес-конференції президента Росії в 2012 році Брильов цікавився у Володимира Путіна про те, чи буде він давати доручення МЗС про перегляд російсько-американської угоди про усиновлення дітей, а також ставив питання про ризики переходу досягнутої фінансової стабільності в застій.
На державному телебаченні Брильов підняв тему про те, що відбувається навколо Гоголь-центру і режисера Кирила Серебренникова у справі про розкрадання в «Сьомій студії».
Брильов став першим з журналістів, хто запитав Путіна про осіб Олександра Петрова та Руслана Боширова, які підозрюються владою Великої Британії в замаху на життя Сергія Скрипаля та його доньки Юлії в Солсбері.
Після повідомлення про вбивство в ніч на 28 лютого 2015 року опозиціонера Бориса Нємцова змінив план програми і запросив у прямий ефір близьку товаришку і соратницю політика Ірину Хакамаду.
У своїх програмах Брильов регулярно звертається до творчої спадщини Олександра Солженіцина і записує інтерв'ю з Наталією Солженіциною.
Крім політиків і бізнесменів, у програмах Брильова регулярно беруть участь громадські діячі. Однією з його співрозмовниць була лідер правозахисного руху в Росії Людмила Алексєєва.
До числа частих тем Брильова відносяться репортажі з штаб-квартири Служби зовнішньої розвідки Російської Федерації, інтерв'ю з діючими співробітниками та ветеранами нелегальної розвідки. До їх числа відносяться директор СЗР Сергій Наришкін, ветерани СЗР Андрій Безруков, Гоар Вартанян, Людмила Нуйкіна, Тамара Нетикса і багато інших.

## Документальне кіно
є автором і ведучим таких документальних фільмів (за його словами, саме над ними він працює як заступник генерального директора телеканалу «Росія» за спеціальними інформаційними проектами):
- «Єлизавета: королева-мати, королева сердець» (2000) — до 100-річчя королеви-матері Єлизавети Боуз-Лайон[55].
- «Важка нафта» (2011) — про сучасний стан та основні тенденції розвитку нафтової промисловості Росії[56].
- «Інше вугілля» (2011) — про новий підхід до багатовікового видобутку вугілля.
- «Право на право» (2011) — до 20-річчя Конституційного суду[57].
- «Карибська криза. Незрозуміла історія» (2012)[58] — фільм-розслідування, розповідає про раніше невідомі подробиці політичного протистояння між СРСР і США у жовтні 1962 року[59] і викликала громадські суперечки[60].
- «ЧВС» (2013) — до 75-річчя з дня народження Віктора Черномирдіна[61][62] (у співавторстві з Павлом Селіним[63]).
- «Конституційна практика» (2013) — фільм, знятий до 20-річчя з дня прийняття Конституції Російської Федерації[64].
- «Думська думка» (2014) — до 20-річчя Державної думи[65].
- «Таємниця трьох океанів» (2014) — фільм, присвячений підводному човну Тихоокеанського флоту З-56 та його участі в роки німецько-радянської війни[66]. Володар Гран-прі міжнародного телефестивалю «Людина і море» (Владивосток)[67].
- «Євген Примаков. 85» (2014) — до 85-річчя Євгена Примакова[68].
- «Національна скарбниця Росії» (2014) — історія Алмазного фонду і його найбільш значущих експонатів[69].
- «Пхеньян-Сеул. І далі…» (2015) — фільм, що розповідає про подробиці звільнення Корейського півострова Червоною армією у серпні 1945 року (у співавторстві з Мариною Кім)[70].
- «Михайло Горбачов: сьогодні і тоді» (2016) — до 85-річчя Михайла Горбачова[71].
- «Історія тільки починається» (2016) — фільм, знятий до 20-го, ювілейного Петербурзького міжнародного економічного форуму[72].
- «Шаймієв. У пошуках Тартарії» (2017) — до 80-річчя Мінтімера Шаймієва[73].
- «Чуркін» (2018) — до першої річниці пам'яті Віталія Чуркіна.
- «Росія-Японія: все тільки починається» (2018) — до візиту в Росію прем'єр-міністра Японії Сіндзо Абе.
- «Вогняна кругосвітка» (2019) — про перехід криголама «Мікоян» на Далекий Схід через протоку Босфор для роботи в Арктиці, що отримав назву «Вогняний рейс»[74].
- «Росія-Китай. Все тільки починається» (2019) — про сьогоднішній і завтрашній день російсько-китайських відносин, фільм знятий напередодні ПМЕФ, де головним гостем був голова КНР Сі Цзіньпін[75].

## Художні фільми
- Вторгнення — камео.

## Погляди
Виступав на підтримку Володимира Путіна, якого називав єдиним системним лібералом в країні. Разом з тим Брильов негативно відгукувався про його системних (партія «Яблуко», за яку голосував з 1993 року) і позасистемних (Михайло Касьянов, Едуард Лимонов, Гаррі Каспаров) політичних супротивників. При цьому опозиційні політики, серед яких Касьянов, Лимонов, Борис Нємцов, Ірина Хакамада, Геннадій Зюганов, Григорій Явлінський, Михайло Прохоров, Володимир Рижков та інші, неодноразово брали участь у телепрограмах Брильова.
Сергій Брильов висловлюється за діалог між країнами. Будучи кандидатом історичних наук, Брильов активно співпрацює з британськими істориками та архівістами. Спільно підготував низку відеосюжетів про невідомі подробиці та версії вбивства царської сім'ї. Разом з британським істориком Бернардом о'Коннором розповів на прес-конференції про співробітництво радянських і британських спецслужб в роки Другої світової війни і написав книгу «Розвідка. „Нелегали“ навпаки».

## Оцінки
Відмінною рисою телевізійних програм Сергія Брильова було відсутність будь-якої критики з його вуст на адресу президента Володимира Путіна, хоча при цьому він дозволяв собі негативно висловлюватися на адресу Уряду, Державної думи та інших державних органів Росії. За його поясненням, це відбувалося через:
- неприйняття критики на адресу політиків з боку ведучого або журналістів телеканалу (це правило порушувалося ним самим стосовно маршів незгодних (толку з таких коаліцій зазвичай не буває) і подій на Манежній площі (масові безчинства)[81][82]),
- власного голосування проти проекту конституції Російської Федерації на референдумі 1993 року при президентові Борисі Єльцині, яким він «позбавив себе права» на критику чинної по новим законам влади.

Оглядач газети «Коммерсантъ» Аріна Бородіна зазначала, що підсумкові програми "Вісті тижня « і „Час“ („Перший канал“) неодноразово давали однакову інформаційну повістку: у них збігалися теми сюжетів та оцінки тих чи інших подій, а для коментарів залучалися загальні спікери. Так, при обговоренні послання президента Федеральним Зборам у 2004 році, ведучий „Часу“ Петро Марченко вказував, що „свобода і відповідальність — ключові слова у виступі президента“, в той час як Брильов акцентував увагу на тому, що президент „вперто повторював про свободу і демократію“. Іншим прикладом стало інтерв'ю начальника управління власної безпеки МВС Костянтина Ромодановського, що вийшло в один день, але відрізнялися лише місцем дії: Брильов сидів у кабінеті, а Марченко прогулювався зі спікером алеї. Також журналістка викривали Брильова у приховуванні інформації на прикладі подій на Манежній площі, коли ведучий промовчав про націоналістичний характер мітингу, на хвилі якого і відбулися подальші зіткнення громадян з міліцією.
На думку телекритика Ірини Петровської, Брильову притаманна інтелігентна манера ведення телевізійних програм, він не дозволяє собі грубощів і відвертих перекручувань, властивих телеканалу „Росія“, являє собою амплуа „пропагандист-лайт“.
На думку Олексія Навального, висловлену в листопаді 2018 року, Брильов є одним з головних „путінських пропагандистів“, який ніколи не критикує Путіна і російську владу в цілому. Для прикладу він навів абсолютне ігнорування „Вістями в суботу“ в 2018 році мітингів проти пенсійної реформи, протестів в Інгушетії або публікацією Великою Британією нових доказів причетності співробітників ГРУ, по справі отруєння Скрипалів (в останньому випадку журналіст приділив більше часу сюжетом, присвяченому самостійного закриття герцогинею Меган Маркл дверей автомобіля).
Прес-секретар президента Росії Дмитро Пєсков вважає, що приклад Брильова доводить: можна мати громадянство Великої Британії і бути справжнім патріотом Росії.
На думку журналіста Олега Кашина, „Брильов — це головний ліберал на державному телебаченні“. Такої ж думки дотримується однокурсник Брильова з МДІМВ, журналіст Станіслав Кучер.

## Громадська полеміка про зв'язки з Великою Британією і його британського громадянства
23 листопада 2018 року Олексій Навальний опублікував у відеоблозі розслідування Фонду боротьби з корупцією, присвячене Брильову. Згідно з матеріалами розслідування, що широко цитувалося в ЗМІ, імена Брильова і його дружини в 2001 році перебували у списку виборців лондонського району Ноттінг-Гілл, де вони орендували житло в ті роки; а з 2016 року дружина Брильова в Лондоні володіє квартирою в районі Чизік вартістю 700 тис. фунтів (66 млн рублів), придбана без позик та іпотеки. На думку розслідувачів, Брильов володіє громадянством Великої Британії, яке отримав після 6 років проживання та роботи на території країни як співробітника „Вістей“ (1995—2001). Згідно опитаних РБК юристам, правом голосу в цій країні мають жителі Великої Британії, країн Співдружності або ЄС, також висловлювалася версія про можливий вихід Брильова з громадянства Великої Британії або включення його до списків виборців без його відома на підставі факту реєстрації.
На прохання кореспондента РБК 22 листопада прокоментувати інформацію про статус підданого Великої Британії Брильов відповіді не дав, пославшись на те, що ще не встиг ознайомитися з опублікованими матеріалами, і попросив передзвонити пізніше. Ірина Брильова заявила кореспонденту „Дощу“, що вони з чоловіком не купували нерухомість у Великій Британії, і у неї немає громадянства цієї країни.
27 листопада Брильов у соціальній мережі „Facebook“ підтвердив, що у нього є британське громадянство і нерухомість в Лондоні, і пояснив, що факти отримання громадянства і придбання нерухомості у Великій Британії він не приховував від фінансових і податкових органів та російські закони не порушував. Однак публічно Брильов ніде не говорив про своє британське громадянство, і ні одне світове або російське ЗМІ про цей факт раніше не повідомляло. Телеексперти звертали увагу на надмірно часті поїздки Брильова за рахунок бюджету державної телекомпанії до Великої Британії, а телеведучий Володимир Познер в цілях захисту престижу російського державного телебачення запропонував Брильову здати британський паспорт, на що Брильов відповів відмовою.
Зазначалося, що членами громадських рад при МВС та Міністерстві оборони, в яких перебував Брильов, за законом не можуть бути особи з іноземним і подвійним громадянством. Ці обмеження випливають з п. 5 указу президента РФ від 4 серпня 2006 року № 842, згідно з яким членами громадських рад при федеральних міністерствах не можуть бути особи, які відповідно до Федеральним законом від 4 квітня 2005 р. N 32-ФЗ „Про Суспільну палату Російської Федерації“ не можуть бути членами Громадської палати Російської Федерації. А згідно з п. 2 статті 7 Федерального закону „Про Громадську палату РФ“, членами Громадської палати „не можуть бути особи, які мають подвійне громадянство“. Дане обмеження додатково введено з 4 серпня 2013 року Федеральним законом від 23 липня 2013 року N 235-ФЗ. Навальний звернувся до міністра оборони РФ С. К. Шойгу з вимогою виключити Брильова зі складц громадської ради. 28 січня 2019 року рішенням міністра оборони Росії Сергія Шойгу Брильов виключений зі складу громадської ради при Міноборони.
Прес-секретар президента РФ Дмитро Пєсков зазначив, що дана ситуація не прикрашає журналіста і можливим її наслідком є позбавлення права працювати в Громадській раді Міноборони РФ. Заступник голови Громадської ради Міноборони РФ Олександр Каньшин уточнив, що Брильов не був на жодному засіданні ради. Голова Громадської ради Міноборони РФ Павло Гусєв не побачив проблем з членством Брильова в раді, оскільки визначальним фактором визнав наявність громадянства Росії; в цьому плані випадок Брильова не унікальний: так, в Раді при Президенті Російської Федерації з розвитку громадянського суспільства і прав людини понад 16 років, до самої смерті, перебувала правозахисниця Людмила Алексєєва, яка мала нарівні з російським громадянство США. Також вона, як і Брильов, була членом Громадської ради при МВС Росії.

## Родина
Дружина — Ірина (до шлюбу Константинова), власниця частки в керуючої компанії багатоквартирного житлового будинку в лондонському районі Чизік. За даними СПАРК, володіє 50-відсотковою часткою в компанії „А. К. А. Агентство“ (в 2017 р. чистий збиток становив 1,47 млн руб.) і разом з чоловіком володіє „Організацією співробітництва з країнами Латинської Америки імені Берінга і Беллінсгаузена“ (в 2016 році чистий збиток становив 1,25 млн руб).
Дочка Олександра (нар. 11.08.2006).

## Санкції
Сергій Брильов брав активну участь у поширенні дезінформації Кремля про вторгнення Росії в Україну, а також підтримував та заохочував військові дії Росії, які дестабілізують Україну загрожують територіальній цілісності України. Брильов є підсанкційною особою багатьох країн світу.
2 грудня 2022 року додано до санкційного списку Канади.
У Великій Британії 31 березня 2022 року глава МЗС поповнила санкційний список 14 приватними особами та організаціями серед них був і Сергій Брильов.
15 травня 2022 року доданий до санкційного списку Австралії.
19 жовтня 2022 року доданий до санкційного списку України.

## Нагороди
- Орден Пошани (вручено 19 вересня 2014)[116].
- Орден Дружби (27 листопада 2006)[117].
- Медаль «У пам'ять 300-річчя Санкт-Петербурга» (2003).
- Медаль «У пам'ять 1000-річчя Казані» (2005).
- Медаль „200 років Консульської служби МЗС Росії“ (2009).
- Подяки Президентів Російської Федерації (2003, 2008, 2010).
- Фіналіст „ТЕФІ-1996“ (номінація „Репортер“)[118].
- Переможець „ТЕФІ-2002“ (номінація „Ведучий інформаційної програми“)[119], „ТЕФІ-2006“ (номінація „Ведучий інформаційно-аналітичної програми“)[120] і „ТЕФІ-2018“ (номінація „Ведучий інформаційної програми“)[121]. Крім того, при Сергію Брильову програма „Вісті тижня“ двічі стала лауреатом „ТЕФІ“ (2005, 2006) у номінації „Інформаційно-аналітична програма“[122][123].
- Подяка Президента Російської Федерації (6 лютого 2003) — за активну участь у підготовці та проведенні заходів за участю Президента Російської Федерації»[124].
- Подяка Президента Російської Федерації (23 квітня 2008) — «за інформаційне забезпечення та активну громадську діяльність щодо розвитку громадянського суспільства в Російській Федерації»[125].
- Почесний гість (аналог «почесного громадянства») міста Монтевідео (Уругвай)[126]

Лауреат премій «Найкраще перо Росії» (2002), «Майстер» (2004, Санкт-Петербург), «Кар'єра року» (в номінації «За сміливе поводження з ефіром», 2007), «Честь вище прибутку» (в номінації «Премія імені Вольського», РСПП, 2009), «Кришталеве перо» (у номінації «Персона року», Татарстан, 2010), премія Президента Казахстану (2010), премія Росдруку «За зразкове володіння російською мовою».

## Публікації
- Брилёв С. Б. Забытые союзники во Второй мировой войне. — М. : ОлмаМедиаГрупп, 2012. — 712 с. — ISBN 978-5-373-04750-0.
- Брилёв С. Б. Фидель. Футбол. Фолкленды. — М. : Зебра-Е, 2008. — 272 с. — (Знаки времен) — ISBN 978-5-94663-590-5.
- Брилёв С. Б. и Бернард О'Коннор Разведка: «Нелегалы» наоборот. — ISBN 978-5-17-111386-5
- «Маленькая мировая война в Южной Америке» (2013) [Архівовано 6 липня 2020 у Wayback Machine.]
- «Страна — „заноза“. К 80-летию разрыва отношений СССР и Уругвая» (2016) [Архівовано 5 липня 2020 у Wayback Machine.]
- «Огненная кругосветка. К 75-летию первого советского кругосветного плавания» (2017) [Архівовано 5 липня 2020 у Wayback Machine.]
- «Нелегалы наоборот». Разведка. Девушки" (2018) [Архівовано 6 липня 2020 у Wayback Machine.]